# Muriel Targnion
Pour les articles homonymes, voir Targnion.
Muriel Targnion, née le 18 mai 1971 à Verviers est une femme politique belge wallonne, membre du PS jusqu'à son exclusion, le 30 juillet 2020.

## Parcours
Issue d’une famille de boucher très connue à Verviers, Muriel Targnion obtient en 1998, une licence en sciences politiques, option « relations internationales et droit européen », à l'Université catholique de Louvain.
Élue pour la première fois au conseil communal de Verviers en 2000, elle devient échevine en 2003, fonction qu'elle exerce jusqu'en 2010.

FiestaCity

Muriel Targnion crée avec Francis Géron, le Festival FiestaCity, qui se tient dans le centre de Verviers.  
En 2009, Muriel Targnion est élue députée de la région wallonne et de la Fédération Wallonie-Bruxelles. 
Muriel Targnion est désignée sénatrice de Communauté pour la législature 2010-2014. 
À la suite de la perte du mayorat du PS à Verviers en 2012, Muriel Targnion est choisie par son parti pour succéder à Claude Desama et devenir la cheffe de file des socialistes verviétois. C'est à ce titre qu'elle mène l'opposition au conseil communal. 
En 2014, elle est réélue députée à la Fédération Wallonie-Bruxelles.

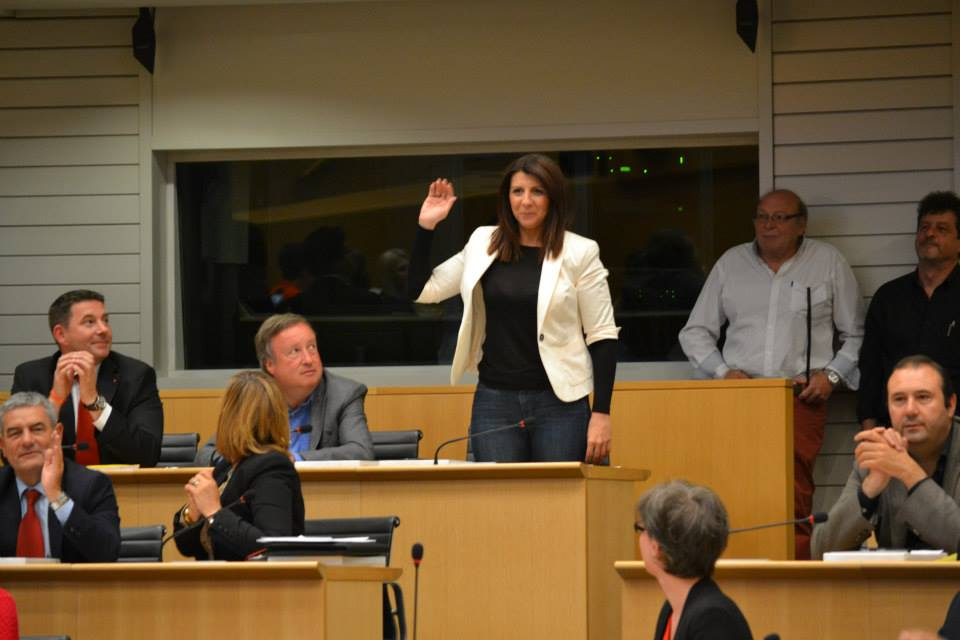
Muriel Targnion

En 2015, elle devient bourgmestre de Verviers à la suite du changement de majorité provoqué par le conflit entre Freddy Breuwer (MR) et Marc Elsen (bourgmestre cdH démissionnaire). La coalition PS-cdH remplace alors la coalition cdH-MR.
À la suite de sa participation critiquée à une manifestation dans sa ville contre la tenue d'une conférence de Theo Francken le 19 février 2019, la bourgmestre s'absente jusqu'en septembre 2019,.
En 2018, Muriel Targnion remporte le scrutin communal. Elle prête serment une nouvelle fois en tant que Bourgmestre de Verviers en décembre 2018.
Le 30 juillet 2020, la Commission de vigilance du PS décide de l'exclure du parti pour avoir enfreint les directives du parti en déposant une motion de méfiance collective contre le collège, alors que l'Union socialiste communale (USC) et la Fédération verviétoise du PS étaient sous tutelle.
Elle préserve ses fonctions de bourgmestre de Verviers en tant qu'indépendante non affiliée à un parti jusqu'aux élections d'octobre 2024 auxquelles elle ne se représente pas.

## Autres
- Muriel Targnion est présidente du conseil d'administration de l'intercommunale Enodia (ex-Publifin). Poste dont elle démissionne moins d'un an après son arrivée le 10 octobre 2019[8].
- Muriel Targnion est nommée en 2019 au conseil d’administration de Luminus (l’une des participations de Publifin) comme « conseillère »[9], un mandat rémunéré. Ce poste avait pourtant été supprimé en avril 2017, car jugé inutile[10].

## Vie privée
Elle a une fille,, née en 2010.
En 2021, elle a été quelques mois en couple avec l’humoriste verviétois Martin Charlier.